# Айсін Ґьоро

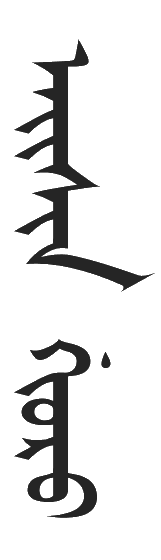
«Айсін Ґьоро»

Айсі́н Ґьоро́, або Айшін-Ґьоро (маньчж.: Aisin Gioro; спрощ.: 愛新覺羅; кит. трад.: 愛新覺羅; піньїнь: Àixīn Juéluō) — чжурчженський (маньчжурський) шляхетський рід. Його представники були імператорами маньчжурської династії Цін в Китаї (1616–1912) та Маньчжурської держави (1932–1945). Слово «Айсін» є власне назвою роду, що в перекладі з маньчжурської означає «Золоті». Слово «Ґьоро» є топонімом, що позначає місце в Маньчжурії, де вперше оселилися пращури хана Нурхаці (район у сучасному повіті Їлань провінції Хейлунцзян, КНР). Нурхаці стверджував, що його рід пов'язаний до чжурчженської династії Цзінь (金 «Золота», 1115—1234). Після знищення династії Цін, багато членів роду змінили маньчжурське прізвище на китайське Цзінь, зберігаючи семантичну лінію. Інші назви — династія Айсінів, Ґьороські Айсіни.

## Представники роду Айсін Ґьоро
- Йосіко Кавасіма — маньчжурська принцеса та шпигунка (24 травня 1907, Пекін — 25 березня 1948, Хебей)